# وليام رامايو
وليام رامايو (بالإسبانية: William Ramallo)‏ (مواليد 4 يوليو 1963) هو لاعب كرة قدم. يلعب مع منتخب بوليفيا لكرة القدم. سبق له أن لعب في كأس العالم لكرة القدم مع منتخب بلاده.

## روابط خارجية
- وليام رامايو على موقع الاتحاد الدولي (مؤرشف)  (الإنجليزية)
- وليام رامايو على موقع قاعدة بيانات كرة القدم.إي يو (الإنجليزية)
- وليام رامايو على موقع ناشيونال فوتبول تيمز (الإنجليزية)
- وليام رامايو على موقع Soccerway.com (الإنجليزية)
- وليام رامايو على موقع عالم كرة القدم.نت (الإنجليزية)